# Reiner Lehberger

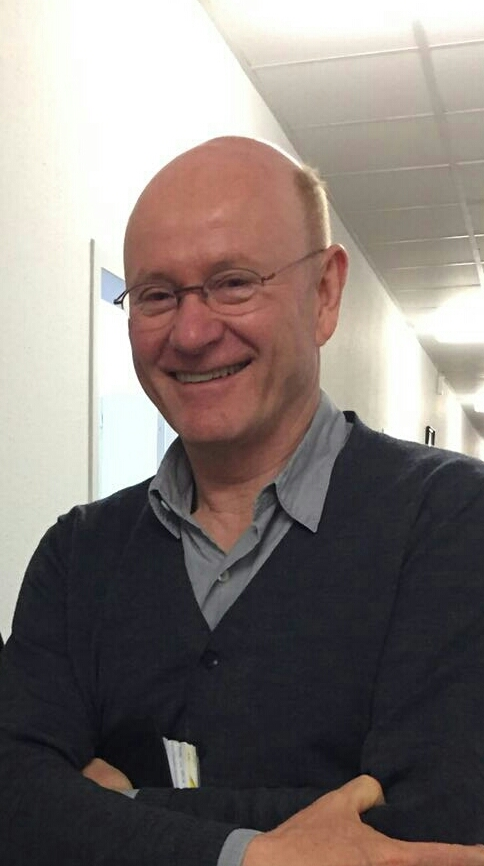
Reiner Lehberger (2017)

Reiner Lehberger (* 22. Juni 1948 in Bochum) ist ein deutscher Hochschullehrer, Erziehungswissenschaftler und Autor. Einem größeren Publikum wurde er durch seine Bücher zu Loki Schmidt und Helmut Schmidt bekannt.

## Leben
Lehberger studierte von 1968 bis 1973 an den Universitäten Bochum und Hamburg Anglistik, Soziologie, Pädagogik sowie Sportwissenschaft. Nach Forschungsaufenthalten in den USA und Großbritannien folgte 1976 die Promotion in Anglistik. Nach der Habilitation am Fachbereich Erziehungswissenschaft der Universität Hamburg wurde er 1985 zum Professor berufen. Seit 1999 arbeitet er mit der ZEIT-Stiftung in pädagogischen Projekten zusammen. 2015 initiierte Lehberger zusammen mit der ZEIT-Stiftung und dem Bundesministerium für Familie, Senioren, Frauen und Jugend das Projekt „Weichenstellung für Zuwanderer“. Dabei geht es um die Unterstützung von Kindern und Jugendlichen mit Zuwanderungsgeschichte bei der Integration in Schule und Gesellschaft.
2020/21 entwickelte er mit der ZEIT-Stiftung ein Konzept zur Lernförderung für Schüler, um die durch die COVID-19-Pandemie bedingten Unterrichtsdefizite aufholen zu können. Die Hamburger Schulbehörde setzte dieses Projekt unter dem Titel „Anschluss“ seit dem Schuljahr 2021/22 an allen Hamburger Grundschule um.
2003 erhielt das von ihm geleitete „Lern-Werk“ der ZEIT-Stiftung den europäischen Alcuin-Award der European Parents’ Association. Schwerpunkte seiner wissenschaftlichen Arbeit sind Themen aus den Bereichen der Bildungsgeschichte, Schulpädagogik und Lehrerbildung. 1991 gründete er mit anderen das Hamburger Schulmuseum, das er von 1991 bis 2015 in Kooperation mit der Arbeitsstelle Hamburger Schulgeschichte der Universität Hamburg leitete. In Zusammenarbeit mit dem Hamburger Schulmuseum hat Lehberger zahlreiche Ausstellungen konzipiert und durchgeführt. Davon sind „Philipp Aronstein – ein deutsch-jüdischer Wissenschaftler“; „Früchte der Reformpädagogik“ und „Jüdische Schulen in Hamburg“ an zahlreichen Orten der Bundesrepublik gezeigt worden.
Neben seiner wissenschaftlichen und pädagogischen Arbeit betätigte sich Lehberger bildungspolitisch. Von 2006 bis 2007 war er Mitglied in der Hamburger Enquete-Kommission „Konsequenzen der neuen PISA-Studie für Hamburger Schulentwicklung“. Von 2004 bis 2014 war er Mitinitiator und Moderator des Bildungsforums der Friedrich-Ebert-Stiftung. Von 1998 bis 2018 war er der Vorsitzende der Landesschulbeirats der Freien und Hansestadt Hamburg.
Mit Loki Schmidt, der Ehefrau des Politikers und Bundeskanzlers Helmut Schmidt, hat er von 1996 bis 2010 in verschiedenen Projekten (Ausstellungen, Buchprojekte, pädagogische Projekte) zusammengearbeitet. 2014 hat Lehberger zu Loki Schmidt eine umfängliche Biografie veröffentlicht. Anlässlich der hundertsten Geburtstage der Schmidts hat er 2018 die erste Paar-Biografie zu Loki und Helmut Schmidt vorgelegt. 2021 folgte die biografische Studie „Helmut Schmidt am Klavier - Ein Leben mit Musik“, die noch einmal ein anderes Bild des Politikers und ehemaligen Bundeskanzlers zeigt.

## Weitere Funktionen
- Projektleiter des Lehrlabors Lehrerbildung der Lehrer-Initiative des Stifterverbands und der Heinrich Nixdorf Stiftung (2013–2018)
- Wissenschaftlicher Leiter des Bucerius LERN-WERKS der ZEIT-Stiftung; ab 2013 bis 2021 des Projekts „Weichenstellung“ der ZEIT-Stiftung
- Vorsitzender des Landesschulbeirats der Freien und Hansestadt Hamburg (1998 bis 2018)
- Mitglied der Auswahljury für den „Hamburger Bildungspreis“ (seit 2012)
- Leitung des  Zentrums für Lehrerbildung Hamburg (2006–2015)
- Wissenschaftlicher Leiter des Hamburger Schulmuseums (1991–2015)
- Vorsitzender des „Vereins zur Förderung der Erforschung der Hamburger Schulgeschichte“ (1988–2021). Seit 2021 Ehrenvorsitzender.

## Schriften (Auswahl)
- Helmut Schmid am Klavier. Ein Leben mit Musik. Hoffmann und Campe. Hamburg 2021, ISBN 978-3-455-01225-5.

- Die Schmidts. Ein Jahrhundertpaar. Hoffmann und Campe, Hamburg 2018, ISBN 978-3-455-00436-6.
- Mitherausgeber: Weichen Stellen – Chancen eröffnen. Studierende begleiten Viertklässler im Übergang zur weiterführenden Schule. Waxmann Verlag 2019. ISBN 978-3-8309-3897-2
- als Herausgeber: Kooperationen in der Lehrerbildung. BoD – Books on Demand, Norderstedt 2018, ISBN 978-3-7460-2051-8.
- Loki Schmidt. Die Biographie. Hoffmann und Campe, Hamburg 2014, ISBN 978-3-455-50285-5.
- Schmidt, Hannelore („Loki“). In: Franklin Kopitzsch, Dirk Brietzke (Hrsg.): Hamburgische Biografie. Personenlexikon. Band 6. Wallstein, Göttingen 2012, ISBN 978-3-8353-1025-4, S. 293–296.
- Zusammen mit Loki Schmidt: Auf einen Kaffee mit Loki Schmidt. Hoffmann und Campe 2010. ISBN 978-3-455-50167-4
- als Herausgeber mit Uwe Sandfuchs: Schüler fallen auf. Heterogene Lerngruppen in Schule und Unterricht. Julius Klinkhardt, Bad Heilbronn 2008, ISBN 978-3-7815-1599-4.
- Schule in Hamburg. Ein Führer durch Aufbau und Geschichte des Hamburger Schulwesens. Reuter & Klöckner, Hamburg 2006, ISBN 3-921174-22-8.
- Loki Schmidt: Mein Leben für die Schule. Im Gespräch mit Reiner Lehberger. Hoffmann und Campe, 2005, ISBN 3-455-09486-4.
- Englischunterricht unterm Hakenkreuz. Politische Vorgaben, staatliche Rahmenbedingungen, Rückschlüsse auf Unterrichtswirklichkeit. In: Reinhard Dithmar, Wolfgang Schmitz (Hrsg.): Schule und Unterricht im Dritten Reich (= Interdisziplinäre Forschung und fächerverbindender Unterricht. 7). Ludwigsfelder Verlags-Haus, Ludwigsfelde 2001, ISBN 3-933022-12-6, S. 105–124.
- Philipp Aronstein. 1862–1942. Dokumente und Bilder aus dem Leben eines deutsch-jüdischen Neuphilologen. Ergebnisse Verlag, Hamburg 1988, ISBN 3-925622-30-6.
- Englischunterricht im Nationalsozialismus. Stauffenburg Verlag, Tübingen 1986, ISBN 3-923721-11-0 (Zugleich: Hamburg, Universität, Habilitations-Schrift, 1984).
- Das sozialistische Theater in England 1934 bis zum Ausbruch des Zweiten Weltkrieges. Studien zur Geschichte und den Programmtätigkeiten des „Left Theatre“, „Unity Theatre“ und der „Left Book Club Theatre Guild“ (= Europäische Hochschulschriften. Reihe 14: Angelsächsische Sprache und Literatur. 51). Lang, Frankfurt am Main u. a. 1977, ISBN 3-261-02941-2 (Zugleich: Hamburg, Universität, Dissertation, 1977).